# Edward Jones (lacrossespiller)
 For alternative betydninger, se Edward Jones. (Se også artikler, som begynder med Edward Jones)
Edward Percy Jones (1881 - 17. november 1951) var en britisk lacrosse-spiller som deltog OL 1908 i London.
Jones vandt sølvmedalje i lacrosse under OL 1908 i London. Han var med på det britiske lacrossehold som kom på en andenplads i konkurrencen i lacrosse. Der var kun to hold med i konkurrencen.